# 비29
비29는 농심에서 1981년에 출시된 카레맛 과자로, 1991년 생산이 중단되었다가 네티즌의 요청으로 2009년에 재생산되었다. 부드러운 조직에 카레맛 분말이 입혀져 있다. 희망소비자가격은 1,000원이다.

## 역사
비29는 농심에서 1981년 내놓은 카레맛 과자이다. 제목의 의미는 같은 이름의 폭격기 B-29 슈퍼포트리스에서 따 온 것으로, 폭격기처럼 과자 시장을 평정하겠다는 의지를 담은 것이었다고 한다. 80년대 인기리에 판매되었으나 1991년 생산이 중단되었다.
2007년 비29의 맛을 기억하는 네티즌들이 자발적으로 〈'비29'의 재생산을 바라는 카페〉라는 공동체를 만들어 농심사 측에 재발매를 요구하였다. 농심은 자체 시장 분석 결과 상품성이 있다고 판단, 네티즌과 연합하여 2009년 비29를 재출시하게 되었다. 개발 과정에서 예전의 맛을 재현하기 위해 다수의 시식 테스트를 수행했으며, 여기에는 카페 회원들의 도움이 컸다. 포장지 디자인 역시 네티즌의 작품이다. 그러나 2012년 초 다시 단종 되었다. 
2025년 농심 창립 60주년을 맞아 재재출시 되었다. 

## 원료
옥수수(오스트레일리아산), 미강유(태국산), 팜유, 카레맛시즈닝(카레맛베이스, 치킨맛시즈닝분말, 설탕, 가수분해동물성단백분말, 분말유크림), 소맥분, 정백당, 결정셀룰로오스, 로스트카레분말, 돈골엑기스, 땅콩버터, 토마토분말, 탈지대두, 유청분말

## 영양성분
1회 제공량(1봉지:50g)당 함량
열량 265kcal, 탄수화물 31g(당류 2g), 단백질 2g, 지방 15g(포화지방 3.6g, 트랜스지방 0g), 콜레스테롤 0mg, 나트륨 160mg.